# عبد الله جهاد
السيد عبد الله جهاد ولد في 3 يناير 1964م. تخرج من جامعة وايكاتو في نيوزيلندا، مع ماجستير في الدراسات الإدارية في الاقتصاد. وهو حاصل أيضا على ليسانس الآداب تخصص في الاقتصاد والإدارة من جامعة جنوب المحيط الهادئ في فيجي.
انضم عبد الله جهاد لأول مرة في عام 1980م كموظف مؤقت لمراجعة الحسابات في مكتب التدقيق. ذهب بعد ذلك إلى شغل عدد من المناصب الإدارية المرموقة في الحكومة. في 22 حزيران / يونيو 2016م, تم تعيينه في منصب نائب رئيس جمهورية المالديف فخامة الرئيس عبد الله يمين عبد القيوم.
قبل توليه منصب نائب الرئيس، السيد الجهاد شغل منصب وزير المالية في فترة الرئيس عبد الله يمين. كان قد شغل أيضا منصب وزير المالية في فترة الرئيس محمد وحيد حسن مانيك من 5 آذار / مارس 2012م إلى 17 تشرين الثاني / نوفمبر 2013م في فترة الرئيس مأمون عبد القيوم 15 تموز / يوليه 2008م إلى 11 تشرين الثاني / نوفمبر 2008م. مناصب بارزة أخرى شغلها السيد الجهاد حيث شغل منصب حاكم سلطة النقد في جزر المالديف وعضو لجنة الخدمة المدنية.
السيد جهاد قد حضر العديد من المؤتمرات الدولية والندوات وورش العمل وبرامج التدريب وقد زار العديد من البلدان في أداء المسؤوليات الحكومية.

## الحياة الشخصية
السيد عبد الله جهاد متزوج من السيدة عاصمة حسين. ولديه 3 أطفال.

## الحياة المهنية المبكرة
عبد الله جهاد ولد ونشأ في جزيرة غافو دالو جنوب هوفادهو أتول.